# San Vicente de Chucurí (kommun)
San Vicente de Chucurí är en kommun i Colombia.   Den ligger i departementet Santander, i den centrala delen av landet, 260 km norr om huvudstaden Bogotá. Antalet invånare är 33 267.